# Mihael Štefulić
Mihael Štefulić (mađ. Stefulics Mihály; nje. Michael Stefulich; 20. rujna 1815. – Budimpešta, 23. lipnja 1874.), bio je gradski činovnik iz Zrenjanina. Prvi je gradonačelnik Velikog Bečkereka, današnjeg Zrenjanina, kao grada s uređenim Senatom.
Malo se zna o njemu. Rođen 1874. u obitelji hrvatskog podrijetla iz Turopolja. Prije nego što je postao gradonačelnik, obnašao je visoke dužnosti u gradskoj upravi ondašnjeg Velikog Bečkereka i uprave Torontalske županije. Prije i tijekom mađarske revolucije 1848. bio je kapetan gradskog redarstva. 
Nakon što su snage lokalnih Srba pod vodstvom Stevana Knićanina ušle u grad, Štefulić je siječnja 1849+. napustio grad. Dok je trajala srpska uprava u gradu od siječnja do travnje 1849., pojavile su se pritužbe, zahtjevi i potraživanja bečkerečkih Srba, a njegovo se ime pojavilo u svezi s time jer je imovinom tih ljudi raspolagao kao varoški kapetan. Kad se veljače 1849. vratio u V. Bečkerek, bio je pod policijskom primotrom kao sumnjiva osoba.
Slomom mađarske revolucije, Štefulićevo se ime javlja 1861. nakon što je obnovljen županijski sustav lokalne uprave. Sljedećih desetak godina obnaša dužnost načelnika turskokanjiškog okruga (današnji Novi Kneževac) kojem je sjedište bila Velika Kikinda, zatim turskobečejskog (današnji Novi Bečej) i ujpečkog okruga.
1870-ih državna se uprava reformira. U tim procesima Veliki Bečkerek dobiva status grada i uređeni magistrat. Štefulić nakon tih promjena postaje prvi gradonačelnik. Bilo je to potkraj 1872. godine. Grad je zatekao u očajnom financijskom stanju, a za dovođenje stvari u red trebalo je mnogo energije. Štefulić je bio iscrpljen i umro je na liječenju u Budimpešti. Tijelo mu je dovezeno u Veliki Bečkerek gdje je bilo izloženo u gradskom magistratu, a poslije preneseno u katoličku crkvu gdje je održana misa te je pokopan na katoličkom groblju u obiteljskoj grobnici.
Dvanaest godina poslije njegove smrti na grobu mu je podignuto spomen-obilježje s natpisom na mađarskom: „Nagy-Becskerek város közönsége Stefulich Mihály volt polgármesterének. Született 1815. évi szeptember 20-án, meghalt 1874. junius hó 23-an” („Mihael Štefulić bio je gradonačelnik grada Velikog Bečkereka. Rođen 20. rujna 1815., umro 23. lipnja 1874").